# Фрадасман
Фрадасман (др.-греч. Φραδασμάνης), также Фарисмен (IV век до н. э.) — сын сатрапа Парфии и Гиркании Фратаферна, гетайр царской агемы Александра Македонского.
Фрадасман принадлежал к высшей персидской аристократии. Отец Фрадасмана Фратаферн возводил свой род к Интаферну, одному из заговорщиков, которые привели к власти Дария I. Предположительно, Фрадасман сопровождал отца в 330 году до н. э., когда тот сдался на милость Александра Македонского в Задракарте.
Арриан упоминает караван из вьючных животных и стад верблюдов с провиантом, который привёл Фарисмен, сын Фратаферна, к Александру в 325 году до н. э., когда тот возвращался из Индии. Помощь пришлась весьма кстати, так как во время перехода через пустыню Гедросии войско испытывало чрезмерные лишения. Г. Берве и М. Шаеган отождествляли Фарисмена, упомянутого Аррианом, и Фрадасмана. В. Хеккель считал их идентичность возможной, но недоказанной.
Последнее упоминание Фрадасмана связано с причислением его вместе с братом Сисином к царской агеме гетайров. Арриан подчёркивал, что такая милость огорчила македонян, так как они решили, что «Александр склоняется в душе к варварам, а македонские обычаи и сами македонцы у него в пренебрежении».